# Station Wrocław Leśnica
Station Wrocław Leśnica is een spoorwegstation in de Poolse plaats Wrocław.